# Hypercompe tessellata
Hypercompe tessellata là một loài bướm đêm thuộc phân họ Arctiinae, họ Erebidae.